# Anttola
Anttola est une ancienne municipalité de Savonie du Sud en Finlande,.

## Histoire
Au début 2001, Anttola et la commune rurale de Mikkeli ont fusionné avec la ville de Mikkeli.
Au 1er janvier 2000, la superficie d'Anttola était de 257,2 km2 et au 31 décembre 2000 elle comptait 1 868 habitants.
Les municipalités voisines d'Anttola étaient Juva, la commune rurale de Mikkeli , Puumala et Ristiina.